# Hans Heinrich Georg Queckenstedt
Hans Heinrich Georg Queckenstedt (Lipsia, 1876 – Harburg, 9 novembre 1918) è stato un neurologo tedesco, ricordato per aver descritto il fenomeno di Queckenstedt.

## Biografia
Si laureò all'Università di Lipsia nel 1900, dopo aver studiato con Emil Kraepelin. Lavorò con Sigbert Josef Maria Ganser e conseguì il dottorato nel 1904. Lavorò a Rostock e fu abilitato come Privatdozent nel 1913. Studiò la  fluidodinamica cerebrospinale, notando la fluttuazione della pressione con la respirazione. Ciò ha portato a esperimenti con la manovra di Valsalva. Durante la prima guerra mondiale fu a capo del servizio medico militare ad Harburg; cadde da cavallo e successivamente travolto da un camion di passaggio due giorni prima del Giorno dell'Armistizio.